# Estadio Gabino Sosa

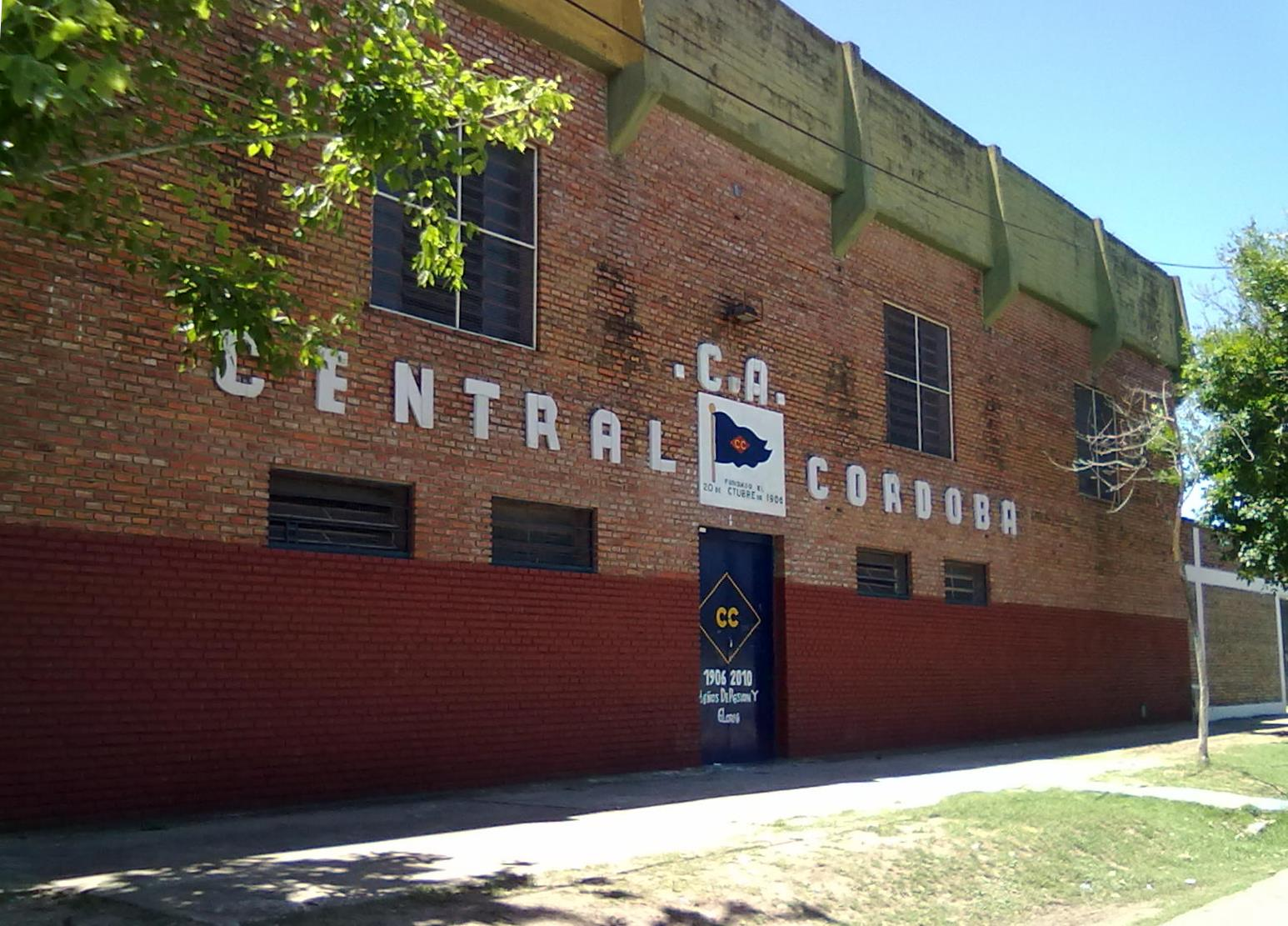

El estadio Gabino Sosa es el actual estadio del Club Atlético Central Córdoba de la ciudad de Rosario (Santa Fe, Argentina).
La capacidad es de 17.000 espectadores y la institución está allí desde 1907.

## Historia
Una vez tomada la decisión de fundar el club y de afiliarse a la Liga Rosarina de Fútbol, nace la necesidad de poseer una cancha. La misma se instala, en un principio, en la intersección de las calles Bulevar Argentino y 25 de Diciembre (hoy Juan Manuel de Rosas), en los terrenos que ocupan Pedro Alles y Juan Ventura, la esquina donde estaba el legendario "Café de Díaz", núcleo de reunión de los hinchas.
Hoy el estadio se encuentra en la manzana delimitada por las calles Juan Manuel de Rosas, 1.º de Mayo, Gálvez y Virasoro. Vale recordar que el estadio jamás en la historia cambió de lugar, siempre estuvo ubicado en la misma manzana, pero al día de hoy cambió de sentido, porque en sus principios los arcos estaban ubicados en sentido S-N y en la actualidad se encuentran de E-O.
Históricamente, la sección más antigua (y la original) es la que hoy se ubica sobre calle Galvez y calle Juan Manuel de Rosas, ubicándose lo que aun caracteriza hasta nuestros días, los Tablones. La Hinchada Local se ubicaba en la parte Norte del estadio, mientras que cuando había sección visitante era la parte Oeste.

### Reformas del estadio
Las primeras tribunas del estadio fueron inauguradas a principio de la década de 1920, en el sector este del estadio. Posteriormente, ya en abril del año 1931, construyó una tribuna más grande y moderna en el mismo sector, que reemplazó a la ya existente.
Luego de obtener lograr en 1957 el ascenso a la Primera División, las autoridades de la AFA le exigieron al club la ampliación de la capacidad de su estadio para que pueda ser utilizado en los partidos de dicha categoría. El mismo quedó inhabilitado por no reunir las condiciones exigidas y por esa razón en el campeonato de 1958 debió disputar sus compromisos de local en el estadio de Newell’s Old Boys.
En diciembre de 1958 los dirigentes del club decidieron que tenían que jugar en su propia cancha para el torneo de 1959. De esta manera, luego de llevar a cabo la compra de los terrenos del estadio, que a partir de ese año pasaron a ser propiedad del club, aprobaron la realización de las reformas necesarias para la habilitación del mismo, las cuales comenzaron de inmediato.
En tan solo tres meses se construyeron dos nuevas tribunas en los costados norte y sur y se corrió la popular hacia el este para cambiar la orientación de la cancha, ya que era la única forma de lograr las dimensiones exigidas por la AFA. Finalmente el campo de juego pasó de estar orientado de norte a sur a situarse de este a oeste, tal como se encuentra en la actualidad. De esta manera, finalizaron las reformas necesarias y el 25 de abril de 1959 el estadio fue reinaugurado.

### Nombre
Históricamente, el estadio no tenía nombre, pero desde el 7 de noviembre de 1969 se denomina Estadio Gabino Sosa, en homenaje al exfutbolista del club quien diera tanto por su querida institución. Vale recordar que en la ceremonia del bautismo del estadio, el asistente de lujo de esa ocasión era el Negro Gabino Sosa, teniendo de este modo un homenaje en vida, quien 2 años más tarde fallecería en 1971, enlutando a toda la ciudad de Rosario.